# Die Bourne Verschwörung
Die Bourne Verschwörung (Originaltitel: The Bourne Supremacy) ist ein US-amerikanisch-deutscher Agenten-Thriller des Regisseurs Paul Greengrass aus dem Jahr 2004. Es handelt sich im Rahmen der Bourne-Filmreihe um die Fortsetzung von Die Bourne Identität (2002) und den Vorgänger von Das Bourne Ultimatum (2007), Das Bourne Vermächtnis (2012) und Jason Bourne (2016). Hauptdarsteller sind Matt Damon, Franka Potente, Brian Cox und Joan Allen. Die Handlung ist an die des Bestsellers Die Borowski-Herrschaft von Robert Ludlum angelehnt.

## Handlung
Zwei Jahre sind vergangen, seit Jason Bourne, ehemaliger Auftragskiller der CIA, nach seinem Gedächtnisverlust seine ehemaligen Auftraggeber abgeschüttelt hat und mit seiner großen Liebe Marie in Goa in Indien untergetaucht ist. Nach wie vor wird Jason von Albträumen und Flashbacks aus seiner Vergangenheit geplagt; er sieht immer wieder eine Szene in einem Berliner Hotel, wo er und sein – mittlerweile von der CIA liquidierter – Boss am Schauplatz eines Mordes sind.
In den USA bereitet indessen CIA-Einsatzleiterin Pamela Landy eine neue Aktion in Berlin vor. Ein russischer Hinweisgeber soll gegen entsprechendes Honorar Beweise für die Veruntreuung von 20 Millionen Dollar durch einen CIA-Agenten zugunsten russischer Verbindungsleute übergeben. Doch die Übergabe endet vor den Augen der CIA-Observierungsgruppe mit der Ermordung der beteiligten Agenten durch einen unbekannten Killer, der am Tatort einen Fingerabdruck von Jason Bourne hinterlässt.
In Goa stellt Bourne fest, dass ihn jemand beschattet: Der Russe Kirill, der Killer von Berlin, verfolgt ihn. Während einer Verfolgungsjagd erschießt Kirill versehentlich Marie, da sie Bourne am Steuer abgelöst hat. Ihr Auto stürzt von einer Brücke in einen Fluss und Jason kann gerade noch sein eigenes Leben retten und dabei Kirill durch langes Abtauchen im Glauben lassen, er sei ertrunken.
Auf der Suche nach dem unbekannten Täter hat sich Pam Landy inzwischen mit dem Leiter des „Treadstone“-Geheimprojekts aus dem ersten Teil, Ward Abbott, und der damaligen Agentenbetreuerin Nicolette Parsons in Verbindung gesetzt und kann über die streng geheimen Treadstone-Akten schließlich den Fingerabdruck vom Tatort in Berlin Bourne zuordnen. Als dieser bei seiner Einreise nach Italien in Neapel erkannt und festgenommen wird, nimmt sie seine Spur auf. Bourne schlägt seine Wächter nieder und hört die Verbindung zwischen den Mobiltelefonen des örtlichen CIA-Agenten und Landy ab. So erfährt er von der Killeraktion in Berlin und dass Landy hinter ihm her ist. Er macht sich per Auto auf nach München, um einen ehemaligen Treadstone-Agenten, mit Bourne der Letzte des Programms, nach Landy zu befragen. Bourne überrascht den Agenten beim Betreten des Wohnhauses und stellt ihn mit vorgehaltener Waffe zur Rede. In einem Moment der Unaufmerksamkeit wird Bourne von dem Agenten attackiert. Es kommt zu einem Kampf auf Leben und Tod, den Bourne durch Strangulation des Angreifers für sich entscheiden kann. Als Bourne feststellen muss, dass ein stiller Alarm ausgelöst worden ist, verlässt er das Haus, – nicht ohne zuvor das Hauptventil des Erdgasanschlusses zu öffnen und durch Einklemmen einer Zeitschrift in einem angeschalteten Toaster für eine zeitlich verzögerte Entzündung des ausströmenden Gases zu sorgen. Noch bevor die herbeigerufene Verstärkung das Haus erstürmen kann, kommt es zur Explosion. Jason Bourne begibt sich weiter nach Berlin, wo er Landy telefonisch kontaktiert und nach einem Treffen mit Nicolette Parsons auf dem belebten Alexanderplatz verlangt. Hier kann er im Trubel der Großstadt dem CIA-Observationsteam entkommen, nachdem er von Nicolette erfahren hat, dass der Hintergrund von Landys gescheiterter Berliner Aktion die Ermordung des russischen Politikers Vladimir Neski war, der der Veruntreuung der CIA-Gelder auf der Spur war.
Über Zeitungsberichte im Internet kommt Bourne auf das Hotel Brecker, wo Neski ermordet wurde. Er mietet sich unter Vorlage seines Reisepasses (als Jason Bourne) ein und sucht das Zimmer auf, das als Tatort in den Medien genannt worden war. Dort schließlich kommt ihm wieder die Erinnerung: Er selbst hatte Vladimir Neski im geheimen Auftrag seines korrupten Vorgesetzten Conklin getötet, als Feuerprobe für den Einsatz als Killer. Die CIA hat mittlerweile Bourne über die Berliner Polizei zur Fahndung ausgeschrieben und Bourne kann ihr nach einer wilden Verfolgungsjagd nur mit Mühe entkommen. Er schleicht sich in das Hotelzimmer von Ward Abbott, der ihm von Nicolette als Vorgesetzter seines früheren Chefs Conklin genannt worden ist, und hört, wie dieser seinen Kontaktmann in Russland auffordert, ihn ermorden zu lassen, weil er an der Neski-Sache dran ist. Er stellt ihn zur Rede und schneidet auf einem Rekorder sein Geständnis mit, wonach mit der Ermordung von Neski die Aufdeckung der Verschiebung der CIA-Gelder verhindert werden sollte. Als Bourne Abbott das Diktiergerät zeigt, ist diesem klar, dass der Mitschnitt sein Ende bedeutet, und er begeht kurz darauf in Gegenwart von Landy Selbstmord, als sie ihn zur Rede stellen will. Landy erhält später die Kassette mit Abbotts Geständnis. Bournes Unschuld ist bewiesen.
Bourne reist nach Moskau, um die Tochter Neskis zu suchen. Dort wird er von der russischen Polizei und Kirill aufgespürt und gejagt. Kirill schießt ihn an, Bourne kann für einen kurzen Moment entkommen, wird jedoch von Kirill erneut aufgespürt. Es kommt zu einer wilden Autoverfolgungsjagd. Nachdem er der Moskauer Polizei entkommen ist, gelingt es Bourne, Kirills Wagen mit einem Schuss in den Reifen und Auffahren seines Autos gegen einen Pfeiler zu drücken. Bourne geht davon und lässt den tödlich Verletzten in dessen Wagen zurück. Landy lässt mittlerweile über die russischen Behörden die Kontaktleute von Abbott, darunter Juri Gretkov, einen der reichsten Männer in Russland und Kirills Auftraggeber, dingfest machen.
Kurz darauf sucht Bourne die Wohnung von Neskis Tochter auf und klärt sie darüber auf, dass ihre Mutter nach dem Mord an ihrem Vater nicht Selbstmord begangen hat, sondern beide von ihm getötet wurden.
Einige Zeit später wird Pamela Landy in ihrem Büro in New York von Jason Bourne angerufen. Sie dankt ihm für das Band, teilt ihm mit, dass der Fall jetzt gelöst sei, und nennt ihm seinen wahren Namen David Webb. Er lehnt daraufhin ein Angebot, mit Landy persönlich zu reden, mit einem Hinweis auf ihr müdes Aussehen ab und verschwindet, bevor sie feststellen kann, von wo aus er sie beobachtet hat.

## Entstehung
Gegenüber der Buchvorlage wurde der Handlungsablauf stark verändert und modernisiert: Im Buch ist der angeblich von Bourne Erschossene kein CIA-Agent, sondern der chinesische Premierminister. Außerdem stirbt seine große Liebe Marie in der Buchvorlage nicht und spielt auch im dritten Teil eine bedeutende Rolle.
Der Film wurde an folgenden Orten gedreht:
- Die Szenen im Hotel in Berlin wurden im Westin Grand Berlin gedreht.
- Die Verfolgungsjagd mit Kirill wurde tatsächlich in den Straßen von Moskau gedreht. Einige „Moskau-Szenen“ entstanden allerdings in Berlin. Der Tunnel Tiergarten Spreebogen (TTS) wurde 2004 (zwei Jahre vor seiner Inbetriebnahme) für den Dreh der wilden Verfolgungsjagd in Moskau genutzt. Man sieht kurz die Kongresshalle am Alexanderplatz und das Haus des Lehrers, von dem das Mosaik wegretuschiert wurde. Dann sieht man u. a. links neben dem Kino International einen Bus der Berliner Verkehrsbetriebe, obwohl für diese Szene eine Einstellung später extra ein anderer Bus für den Dreh verwendet wurde. Bourne wird bei der Verfolgungsjagd in Moskau vor dem in Wirklichkeit in Berlin stehenden Gebäude Spitteleck angeschossen. Die Szene im Moskauer Supermarkt wurde bei Kaiser’s Berlin-Tempelhof, Germaniastraße, gedreht (nur die Innenaufnahmen).
- Die Szene vor dem Flughafen Moskau wurde in der Taxivorfahrt des ICC Berlin gedreht, man erkennt die typischen orangefarbenen Fliesen und deutsche Halteverbotsschilder.
- Als Bourne nach seiner Ankunft in Moskau nach der Neski-Tochter sucht und eine ehemalige Nachbarin (gespielt von Violetta Tarnowska Bronner) vor einem Hauseingang befragt, ist er nicht in Moskau, sondern in der Berliner Scharrenstraße. Als er um die Ecke geht, fängt die Kamera die Spree und schräg gegenüber das Auswärtige Amt ein (ehem. ZK der SED).
- Die Szene, in der Bourne auf dem Weg nach Deutschland eine kurze Rast an der Autobahn macht, wurde am ehemaligen West-Berliner Grenzübergang Checkpoint Bravo gedreht, man erkennt das typische Brückenhaus im Hintergrund.
- Die Szene in Neapel, in der Jason Bourne den BMW des Mitarbeiters des Amerikanischen Konsulats stiehlt, wurde auf dem Parkplatz vor dem Nordeingang des Berliner Messegeländes gedreht.
- Die Szene in Amsterdam, in der Nicky von der CIA abgeholt wird, wurde in Berlin-Charlottenburg am Walter-Benjamin-Platz gedreht.
- Die Brücke, über die Bourne auf dem Weg von Neapel nach München fährt, ist die Gschnitztalbrücke auf der Brenner Autobahn auf österreichischer Seite bei Steinach am Brenner.
- Das Geräusch der Martinshörner der Polizeifahrzeuge in München und Berlin wurde teilweise durch amerikanische Polizeisirenen ersetzt.
- Züge aus Berlin kommen in Moskau am Belarussischen Bahnhof an. Als die Moskauer Polizisten am Bahnhof eintreffen, nachdem Bourne mit einem Taxi weiter gefahren ist, ist aber der Kiewer Bahnhof zu sehen.
- Die Szene, in der Bourne in Berlin vor deutschen Polizisten wegläuft, ist für diejenigen mit Ortskenntnis verwirrend. Zunächst studiert Bourne vor dem Bahnhof Zoo den Fahrplan der Linie S42, die tatsächlich nicht dort fährt. Wenige Einstellungen später ist zu sehen, wie er die Kantstraße in Richtung Bahnhof Zoo überquert, vor dem er kurz zuvor bereits stand. Schließlich läuft Bourne in das Bahnhofsgebäude und kommt unmittelbar danach am Bahnhof Friedrichstraße auf einer Fußgängerbrücke heraus. Die Bahnhöfe liegen jedoch in unterschiedlichen Stadtteilen.
- Die Anfangssequenz des Films wurde in Palolem in Goa, Indien gedreht.

## Deutsche Synchronfassung
Die deutsche Synchronbearbeitung entstand bei Interopa Film in Berlin.
Anders als im ersten Teil wurde Damon von Simon Jäger synchronisiert, nicht wie sonst von dem mittlerweile verstorbenen Matthias Hinze, der damals wegen seiner Krankheit ausgefallen war.
| Darsteller         | Deutscher Sprecher     | Rolle                     |
| ------------------ | ---------------------- | ------------------------- |
| Matt Damon         | Simon Jäger            | Jason Bourne              |
| Joan Allen         | Susanna Bonasewicz     | Pamela Landy              |
| Brian Cox          | Roland Hemmo           | Ward Abbott               |
| Julia Stiles       | Ranja Bonalana         | Nicolette „Nicky“ Parsons |
| Chris Cooper       | Jan Spitzer            | Conklin                   |
| Gabriel Mann       | Oliver Feld            | Danny Zorn                |
| Karel Roden        | Sergej Gladkich        | Gretkov                   |
| Oxana Akinschina   | Natalia Midtsinski     | Irena Neski               |
| Maxim Kovalevski   | Maxim Kovalevski       | Ivan                      |
| Marton Csokas      | Detlef Bierstedt       | Jarda                     |
| Tim Griffin        | Johannes Berenz        | John Nevins               |
| Michelle Monaghan  | Ursula Hugo            | Kim                       |
| Ethan Sandler      | Charles Rettinghaus    | Kurt                      |
| Franka Potente     | Franka Potente         | Marie Kreutz              |
| Claudio Maniscalco | Claudio Maniscalco     | Einwanderungsbeamter      |
| Tomas Arana        | Hans-Jürgen Dittberner | Martin Marshall           |
| Wanja Mues         | Wanja Mues             | Nachtportier              |
| John Bedford Lloyd | Frank Glaubrecht       | Teddy                     |
| Tom Gallop         | Erich Räuker           | Tom Cronin                |
|                    | Karlo Hackenberger     | Agent (Operation 1)       |
|                    | Klaus Lochthove        | TV-Sprecher               |

## Ausstrahlung in Deutschland
Die Free-TV-Premiere erfolgte am 15. April 2007 auf RTL. Insgesamt sahen 4,46 Millionen Zuschauer bei 13,8 Prozent Marktanteil den Film. In der werberelevanten Zielgruppe lag der Marktanteil bei 23,1 Prozent durch 3,15 Millionen Zuschauer.

## Einspielergebnis
Bei einem Budget von 75 Millionen US-Dollar spielte der Film weltweit 288 Millionen US-Dollar ein.

## Kritik
Von Kritik und Publikum wurde Die Bourne Verschwörung großteils ebenso positiv aufgenommen wie der erste Teil der Reihe, wobei insbesondere die realistischen Handlungen und Kampfszenen sowie die schauspielerischen Leistungen hervorgehoben wurden. Das Abspannlied des ersten Teils, Extreme Ways von Moby, wurde erneut verwendet und auch in den weiteren Teilen so genutzt.

„Effektvoller Thriller nach einer Vorlage von Robert Ludlum, der sich nur in Ansätzen zur Reflexion über Identität und Selbstbestimmung verdichtet, während er sich in den perfekt rhythmisierten Verfolgungsjagden kameraästhetisch und schnitttechnisch auf der Höhe der Zeit zeigt.“

„Matt Damon trägt den zweiten Bourne-Film genauso souverän, wie den Vorgänger. Schauspielführung und Dramaturgie sind durchaus sehr gut, Kamera und Schnitt hingegen derart schlecht, dass man als Zuschauer bisweilen den Blick von der Leinwand nehmen muss.“

## Auszeichnungen
Matt Damon wurde 2005 für seine Rolle als Bester Darsteller mit dem Empire Award ausgezeichnet. Die gesamte Produktion wurde als Bester Film geehrt.
Bei den Taurus Awards 2005 wurde der Film in den beiden Kategorien Bester Fahrzeugstunt (Best Work With A Vehicle) sowie Dan Bradley als Bester Stuntkoordinator (Best Stunt Coordinator And/Or 2nd Unit Director) ausgezeichnet. Zudem erhielt der Film eine Nominierung in der Kategorie „Beste Kampfszene“ (Best Fight).
Die Deutsche Film- und Medienbewertung FBW in Wiesbaden verlieh dem Film das Prädikat „wertvoll“.